# Morgan Robertson

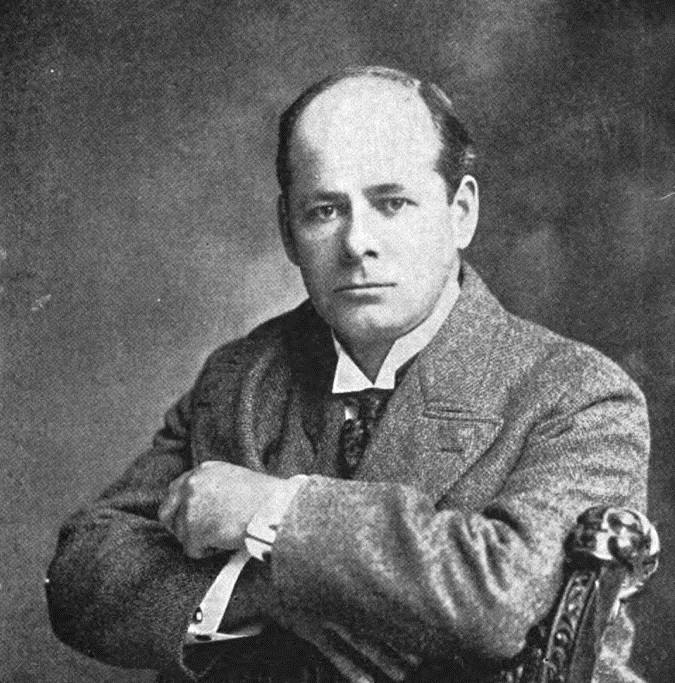
Foto van Morgan Robertson, eind 19e eeuw

Morgan Robertson (30 september 1861 - 24 maart 1915) was een Amerikaans zeeman en schrijver. Hij schreef honderden verhalen en tientallen romans. Een van zijn romans was Futility, or the Wreck of the Titan (1898). Het verhaal van deze roman vertoont opvallend veel overeenkomsten met de gebeurtenissen met de Titanic, veertien jaar later in 1912. 
Futility gaat over John Rowland, een voormalig luitenant van het Amerikaanse leger, die door alcoholisme het leger verlaat en een baantje krijgt aan boord van de Titan. Het schip vaar op een ijsberg en zinkt op de helft van het boek. In de tweede helft redt Rowland de jonge dochter van een vriend en springt hij met haar op een ijsberg, waar ze allerlei avonturen beleven. Ze worden gered en Rowland krijgt weer een goede baan.

## Overeenkomsten en verschillen
Er zijn een aantal overeenkomsten tussen het boek en de latere gebeurtenissen met de Titanic in 1912. Zo is de Titan het grootste varende schip met een lengte van 800 voet (244 meter) en een waterverplaatsing van 53.000 long ton. De Titanic was ’s werelds grootste passagiersschip met een lengte van 882 voet (269 meter) en een waterverplaatsing van 52.310 long ton.

Ook de Titan wordt in het boek 'onzinkbaar' genoemd, wat later in de realiteit ook van de Titanic wordt beweerd. Ook de Titan heeft net als de Titanic te weinig reddingsboten.

De Titanic en de Titan komen allebei in aanvaring met een ijsberg. Net als met de Titanic gebeurt het ongeluk met de Titan rond middernacht, in april en ook in het noordelijke gedeelte van de Atlantische Oceaan.

In het boek komen 2.500 passagiers om het leven, bij het zinken van de Titanic zijn er 2208 mensen aan boord van wie 1504 mensen de ramp niet overleven.
Er zijn ook verschillen. Zo zonk de Titan niet op een heldere avond, zoals de Titanic, maar op een avond met veel mist. Bovendien voer de Titan frontaal op een ijsberg en kapseisde, terwijl de Titanic een ijsberg aan stuurboordzijde schampte, water maakte en ten slotte langzaam voorover zonk.
Lange tijd is getwijfeld of Robertson voorspellende gaven had, maar uiteindelijk is men het erover eens dat het zuiver toeval is geweest dat de roman overeenkomsten vertoont met de echte ramp.

## Overige werken
Robertson schreef vele verhalen, meestal over het leven op zee. De verhalen verschenen los, in boekvorm en als bundel in boekvorm (meerdere verhalen in een bundel/boek).

## Dood
Robertson werd staande, dood aangetroffen, leunend op een bureau, op 24 maart 1915. Op het bureau stond een fles paraldehyde, dat hij voor slapeloosheid gebruikte. Er werd gedacht dat een overdosis ervan de doodsoorzaak was, maar dit bleek niet het geval.
- Biblioteca Nacional de España: XX5084822
- Bibliothèque nationale de France: cb135387018 (data)
- Gemeinsame Normdatei: 1025885376
- International Standard Name Identifier: 0000 0000 6310 4676
- Library of Congress Control Number: n50049183
- Nationale Bibliotheek van Tsjechië: xx0144376
- Nationale bibliotheek van Australië: 35456322
- SNAC: w6cg0nqb
- Système universitaire de documentation: 05069152X
- Trove: 959283
- Virtual International Authority File: 56772036
- WorldCat: E39PBJdgWGQ9hprvVxDyGYwgrq